# George Samouelle

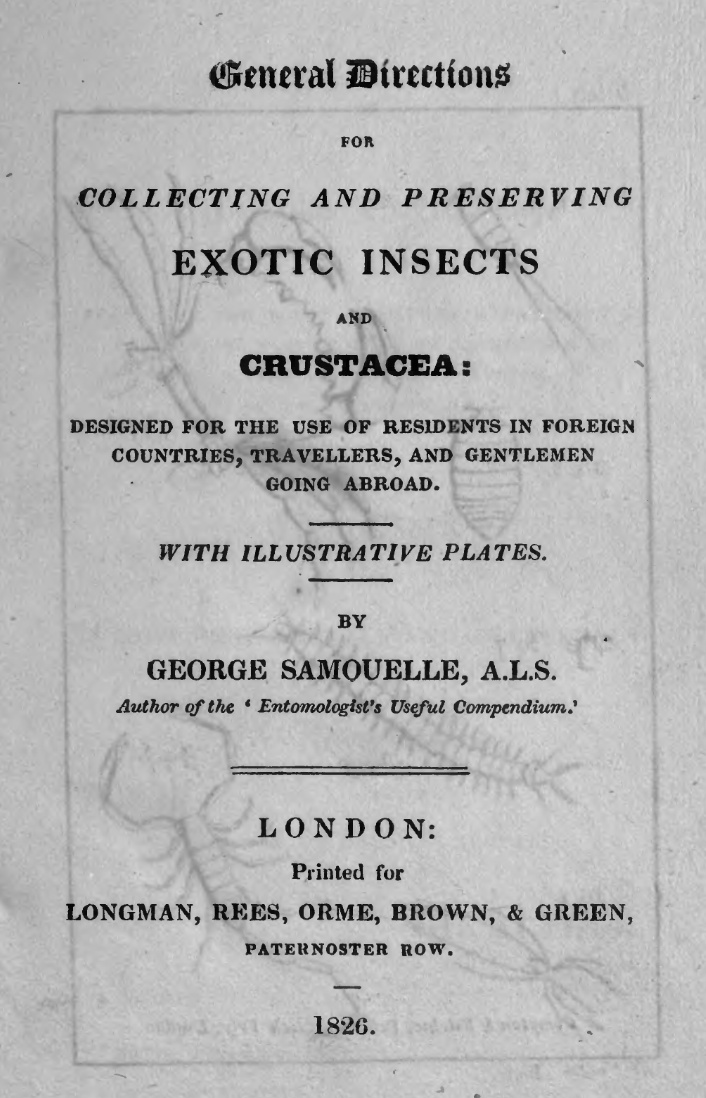
General Directions for Collecting and Preserving Exotic Insects, 1826

George Samouelle  (* um 1790; † 1846) war ein britischer Entomologe, Zoologe und Insektensammler.

## Leben
Über ihn ist wenig bekannt. Er war angestellter Buchhändler bei der Firma Longmans & Co. und leidenschaftlicher Insektensammler. Bekannt ist er für sein Handbuch für Entomologen (Insektensammler) von 1819 mit vielen praktischen Tips und zugehörigem Katalog von rund 4000 Arten. Es wurde in Großbritannien aber als populärwissenschaftliches Buch über Entomologie bald schon durch die Introduction to Entomology von William Kirby und William Spence in den Schatten gestellt. Bei seinem Werk wurde Samouelle vom Zoologen William Elford Leach beraten. 1826 folgte ein weiterer Ratgeber für Sammler und 1841 begann er eine Publikationsreihe für Sammler The Entomological Cabinet, von der aber nur zwei Bände erschienen.
Aus seinem Buch von 1819 werden ihm eine ganze Reihe von Erstbeschreibungen zugestanden. Er erstbenannte zum Beispiel Fledermausfliegen. Auch einige Krebs-Taxa sind von ihm benannt (wie die Überfamilie Galathoidea der Mittelkrebse und Springkrebse, die Überfamilie Leucosioidea der Krabben, Dreieckskrabben, Stein- und Königskrabben). Verschiedentlich wurde ihm von Historikern eigenständige wissenschaftliche Bedeutung abgesprochen und viele seiner Beschreibungen in seinem Buch von 1819 Leach zugeschrieben, der bald darauf das Museum verließ, wo Samouelle einige seiner Aufgaben übernahm.
Ab 1821 war er auch auf Einfluss von Leach hin als Assistent für die Insektensammlung am British Museum zuständig (das spätere Natural History Museum). 1841 wurde er wegen Vernachlässigung seiner Pflichten, Trunksucht, beleidigender Sprache gegenüber Vorgesetzten und anderer Delikte entlassen. Unter anderem wurde ihm vorgeworfen, die Etiketten an den Exemplaren seines Kollegen Adam White entfernt zu haben und so große Verwirrung erzeugt zu haben. Nach Salmon war er überarbeitet und seine Gesundheits angegriffen. Fünf Jahre nach seiner Entlassung starb er.
1826 gründete er mit Edward Newman und anderen den exklusiven Entomological Club in London, der noch heute besteht. Jedes Mitglied hatte die anderen einmal im Monat einzuladen. Newman gab ab 1832 das Entomological Magazine heraus, das praktisch eine Club-Zeitschrift war.

## Schriften
- The entomologist’s useful compendium; or, An introduction to the knowledge of British insects, comprising the best means of obtaining and preserving them, and a description of the apparatus generally used; together with the genera of Linné, and the modern method of arranging the classes ... according to the views of Dr. Leach ... with instructions for collecting and fitting up objects for the microscope. Illustrated with twelve plates, London: Printed for T. Boys 1819, Biodiversity Heritage Library
- A nomenclature of British entomology : or a catalogue of above 4,000 species of the classes crustacea, myriapodo, spiders, mites and insects, alphabetically arranged and intended as labels for cabinets of British insects, &c from The entomologist’s useful compendium, London: Printed for T. Boys 1819
- General directions for collecting and preserving exotic insects and crustacea: designed for the use of residents in foreign co untries, travellers, and gentlemen going abroad; with illustrative plates, London Longman, Rees, Orme, Brown & Green, 1826.
- The entomological cabinet; being a natural history of British insects. With plates illustrative of the principal families and genera, London: Henderson 1841